# Rod Macqueen
Rod Macqueen OA (Sydney, 31 de dezembro de 1949) é um ex-jogador e técnico de rugby union australiano.
É conhecido como o técnico da seleção australiana quando esta viveu seu período mais glorioso, entre 1997 e 2001:  entre esses anos, a Austrália venceu a Copa do Mundo de Rugby de 1999 (quando os Wallabies tornaram-se os primeiros bicampeões do torneio, após levarem apenas um try em todo o mundial) e o Três Nações em 2000 e 2001. Dez anos depois, em 2011, Macqueen foi admitido no Hall da Fama da International Rugby Board.